# انتوني تابيا
انتوني تابيا (بالإسبانية: Anthony Tapia)‏ (16 يناير 1987 ببارانكيا في كولومبيا - ) هو لاعب كرة قدم كولومبي في مركز الوسط. لعب مع أتليتيكو هويلا وأونس كالداس وإنديبنديينتي سانتا في وديبورتيفو باستو وديبورتيفو كالي وBoyacá Chicó F.C. ‏.

## روابط خارجية
- انتوني تابيا على موقع إي إس بي إن إف سي (الإنجليزية)
- انتوني تابيا على موقع قاعدة بيانات كرة القدم.إي يو (الإنجليزية)
- انتوني تابيا على موقع Soccerway.com (الإنجليزية)
- انتوني تابيا على موقع AS.com (الإسبانية)